# Эберлин, Даниель
Даниель Эберлин (нем. Daniel Eberlin; крещён 4 декабря 1647—1715) — немецкий композитор эпохи барокко и капельмейстер.

## Биография
В молодости вёл бродячую жизнь. Некоторое время был на военной службе, капитаном папских войск принимал участие в сражениях в Греции.
Работал библиотекарем в родном городе Нюрнберге. Затем стал капельмейстером при дворе в Айзенахе и в Касселе. Жил поочерёдно в Айзенахе и с 1713 года снова в Касселе, где и умер.
Даниель Эберлин — автор кантат для богослужения и сборника трио-сонат высокого музыкального качества. К сожалению, немногие из его работ сохранились до нынешнего времени. Среди его учеников был композитор Георг фон Бертуш (1668—1743).
Д. Эберлин был женат и имел восемь детей. Его дочь Амалия Луиза Джулиана была первой женой композитора Георга Филиппа Телемана, которая умерла через 15 месяцев после свадьбы, в январе 1711 года после рождения дочери.
По некоторым данным, Д. Эберлин предложил две тысячи разных скордатур для скрипки.